# Jan Turczyn
Jan Turczyn – poseł do Sejmu Krajowego Galicji III kadencji (1870–1876), naczelnik gminy Maków.
Wybrany w IV kurii obwodu Wadowice, z okręgu wyborczego nr 73 Myślenice-Jordanów-Maków.